# Freiwasserweltmeisterschaften 2000
Die Freiwasserweltmeisterschaften 2000 fanden vom 31. Oktober bis 5. November 2000 in Honolulu statt. Es wurden Einzelwettbewerbe für Frauen und Männer über die Distanzen 5, 10 und 25 Kilometer ausgetragen.
Bei den Frauen gewann Peggy Büchse über 5 Kilometer sowie Edith van Dijk über 10 und 25 Kilometer. Bei den Männern sicherte sich Jewgeni Besrutschenko den Titel über 5 Kilometer, David Meca siegte über 10 Kilometer und Juri Kudinow über 25 Kilometer.

## Ergebnisse Männer
| Wettbewerb | Gold                  | Gold    | Silber          | Silber  | Bronze                | Bronze  |
| ---------- | --------------------- | ------- | --------------- | ------- | --------------------- | ------- |
| 5 km       | Jewgeni Besrutschenko | 59:18   | David Meca      | 59:20   | Luca Baldini          | 59:20   |
| 10 km      | David Meca            | 1:57:10 | Petar Stojschew | 1:57:14 | Jewgeni Besrutschenko | 1:57:15 |
| 25 km      | Juri Kudinow          | 4:55:51 | David Meca      | 4:56:11 | Alexei Akatjew        | 4:57:03 |

## Ergebnisse Frauen
| Wettbewerb | Gold           | Gold    | Silber           | Silber  | Bronze        | Bronze  |
| ---------- | -------------- | ------- | ---------------- | ------- | ------------- | ------- |
| 5 km       | Peggy Büchse   | 1:02:36 | Kalyn Keller     | 1:02:40 | Viola Valli   | 1:02:41 |
| 10 km      | Edith van Dijk | 2:06:44 | Melissa Pasquali | 2:07:38 | Peggy Büchse  | 2:08:00 |
| 25 km      | Edith van Dijk | 5:30:04 | Viola Valli      | 5:30:06 | Angela Maurer | 5:30:08 |